# James Forbes Glacier
James Forbes Glacier är en glaciär i Antarktis. Den ligger i Östantarktis. Australien gör anspråk på området. James Forbes Glacier ligger 267 meter över havet.
Terrängen runt James Forbes Glacier är huvudsakligen kuperad, men åt nordväst är den platt. Havet är nära James Forbes Glacier åt nordost. Trakten är obefolkad. Det finns inga samhällen i närheten.